# Esomus
Esomus és un gènere de peixos de la família dels ciprínids i de l'ordre dels cipriniformes.

## Taxonomia
- Esomus ahli (Hora & Mukerji, 1928)
- Esomus altus (Blyth, 1860)
- Esomus barbatus (Jerdon, 1849)
- Esomus caudiocellatus (Ahl, 1923)
- Esomus danricus (Hamilton, 1822)
- Esomus lineatus (Ahl, 1923)
- Esomus longimanus (Lunel, 1881)
- Esomus malabaricus (Day, 1867)
- Esomus malayensis (Ahl, 1923)
- Esomus manipurensis (Tilak & Jain, 1990)
- Esomus metallicus (Ahl, 1923)
- Esomus rehi (Regan, 1907)
- Esomus thermoicos (Valenciennes, 1842)[2][3][4][5][6][7]